# 奧焦爾斯克 (加里寧格勒州)
54°24′32″N 22°00′54″E / 54.40889°N 22.01500°E
奧焦爾斯克 （俄语：Озёрск，达尔凯门）是俄羅斯加里寧格勒州東南部的一個城市，位於阿格拉帕河畔。距加里寧格勒以東120公里，離波蘭邊境8公里。2002年人口5,801人。
1945年前屬德國，原稱Darkehmen。1938年改稱Angerapp，即阿格拉帕河的德語名稱。